# Suoyarvsky (huyện)
Huyện Suoyarvsky (tiếng Nga: ? райо́н) là một huyện hành chính tự quản (raion), của Cộng hòa Karelia, Nga. Huyện có diện tích 13758 km², dân số thời điểm ngày 1 tháng 1 năm 2000 là 25000 người. Trung tâm của huyện đóng ở Suoyar'i.